# San Vicente de la Sonsierra
San Vicente de la Sonsierra è un comune spagnolo di 1 139 abitanti situato nella comunità autonoma di La Rioja.